# Мужская сборная Камбоджи по баскетболу
Мужская сборная Камбоджи по баскетболу представляет Камбоджу на международных соревнованиях. Баскетбольная ассоциация Камбоджи (CBF) — член ФИБА с 1958 года.

## История
Сборная Камбоджи впервые выступила на чемпионате Азии в 1954 году, но достичь результата не удалось. Самое большое достижение, это 5 место на Играх Юго-Восточной Азии в 2007 году.
В Олимпийских играх и Чемпионатах мира не принимала участия ни разу.

## Результаты

### Олимпийские игры
не участвовала

### Чемпионаты мира
не участвовала

### Чемпионаты Азии
не участвовала

### Летние Азиатские игры
- 1954 — 7-е место
- 1958 — 7-е место
- 1962 — 7-е место

### Чемпионат Юго-Восточной Азии
не участвовала

### Игры Юго-Восточной Азии
- 1977 — -
- 1979 — ?
- 1981 — ?
- 1983 — ?
- 1985 — -
- 1987 — ?
- 1989 — ?
- 1991 — -
- 1993 — ?
- 1995 — ?
- 1997 — ?
- 1999 — ?
- 2001 — ?
- 2003 — -
- 2007 — 5-е место
- 2011 — 7-е место
- 2013 — 6-е место
- 2015 — 6-е место
- 2017 —

## Тренеры
- Аустин Коледои c 2009 года — по н.вр.

## Спонсоры одежды
- 2015: Nike